# 台伯河

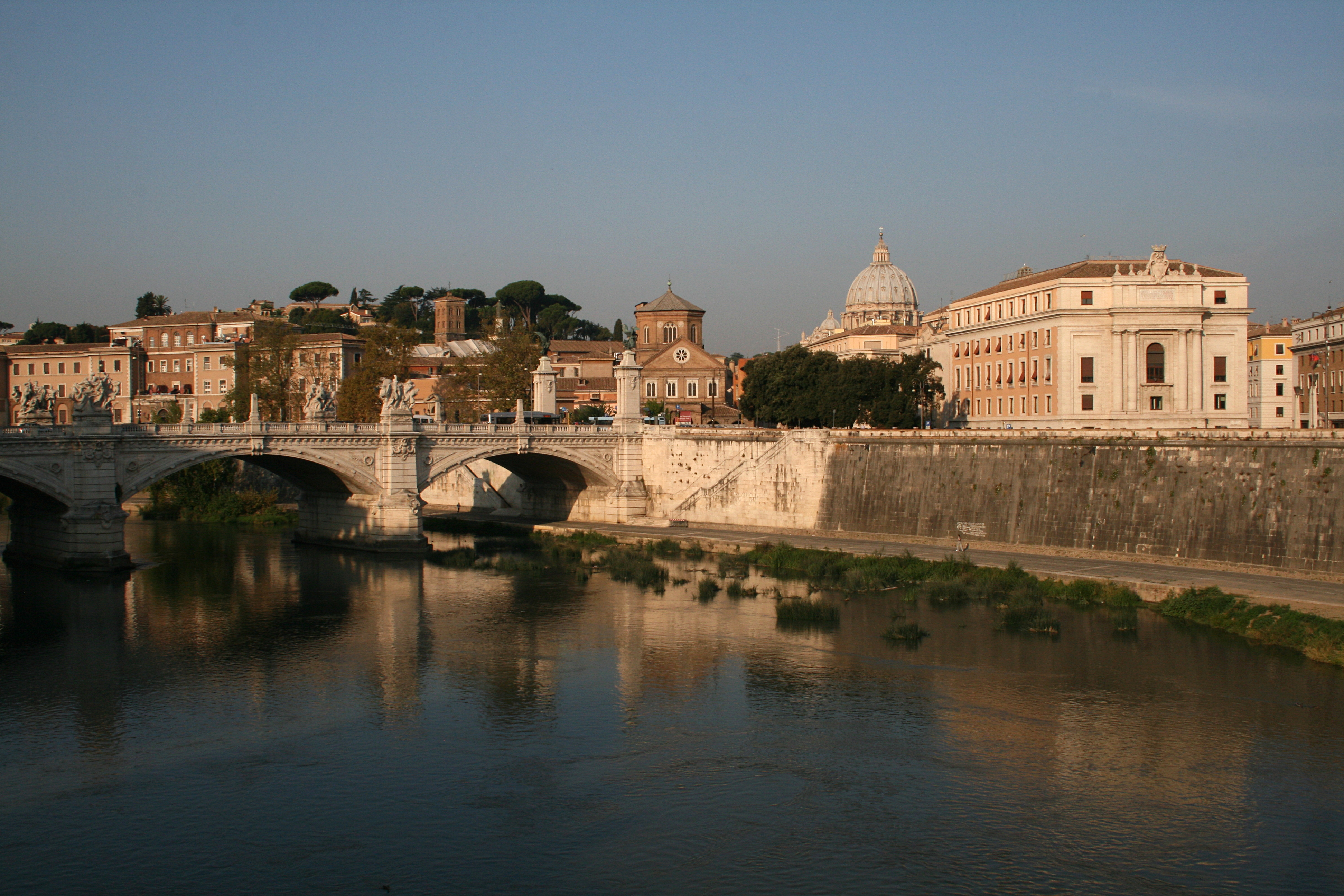
从台伯河眺望梵蒂冈城的景色

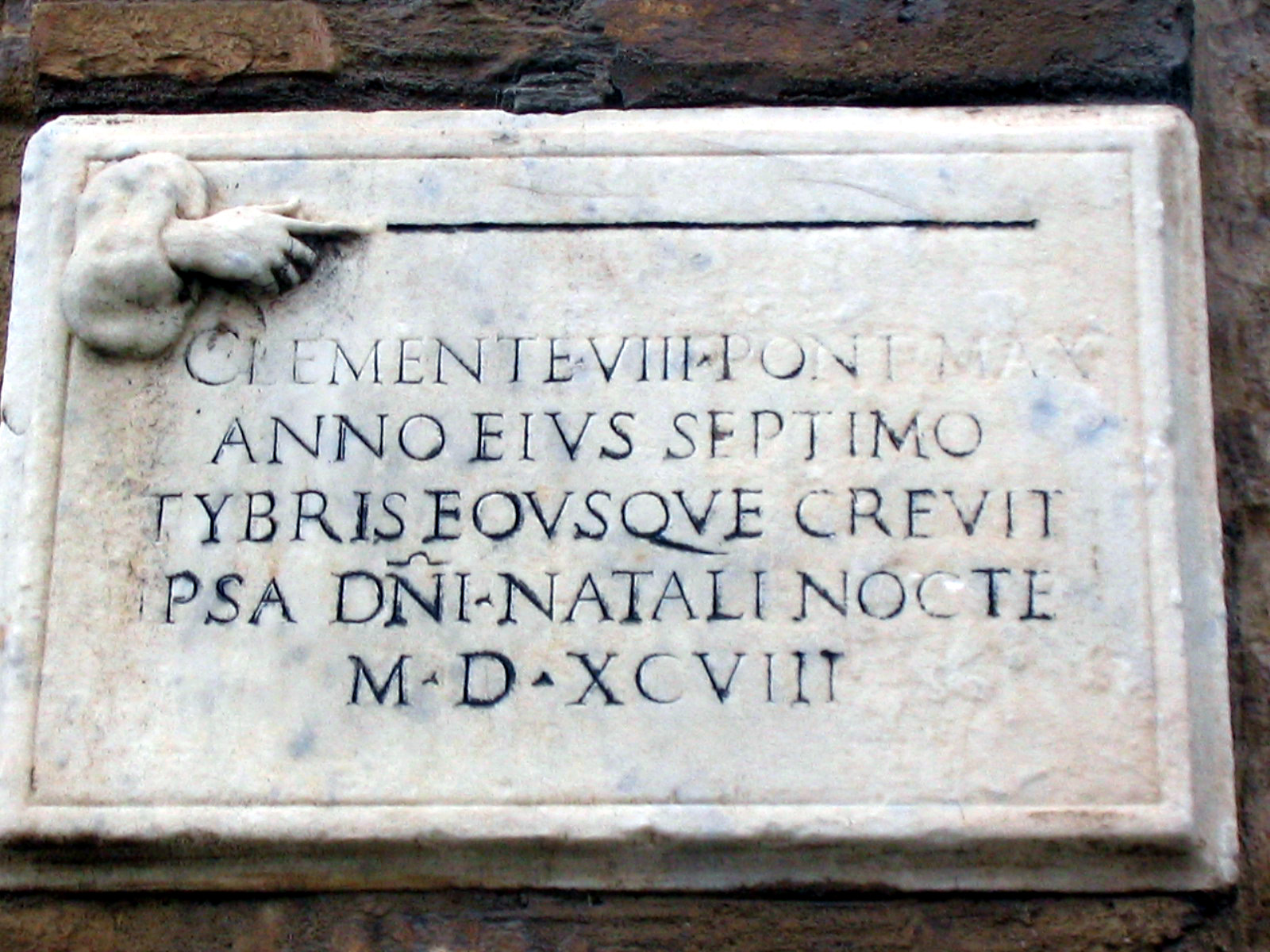
罗马洪水标记，1598年，在圣伯多禄大殿附近的圣斯皮里托医院的柱子上

台伯河（義大利語： [ˈteːvere]）是意大利第三长的河流，发源于艾米利亚-罗马涅的亚平宁山脉，流经托斯卡纳、翁布里亚和拉齐奥，全长406（252英里），在那里与阿涅涅河汇合，在奥斯提亚和费米契诺之间流入第勒尼安海。该流域的面积估计为17,375平方（6,709平方英里）。这条河作为罗马城的主要河道而闻名于世，罗马城建立在它的东部河岸上。
这条河发源于意大利中部的富马约洛山，向南流经佩鲁贾和罗马，在奥斯蒂亚流入海洋。由于沙石堆积，自罗马时代以来，台伯河已经在河口处向前推进了3（2英里），导致古代港口奥斯提亚安提卡处于6（4英里）的内陆。然而，由于靠近海岸的一股强大的向北流动的海流、海岸陡峭的斜坡和缓慢的构造沉降，它并没有形成成比例的三角洲。

## 源头

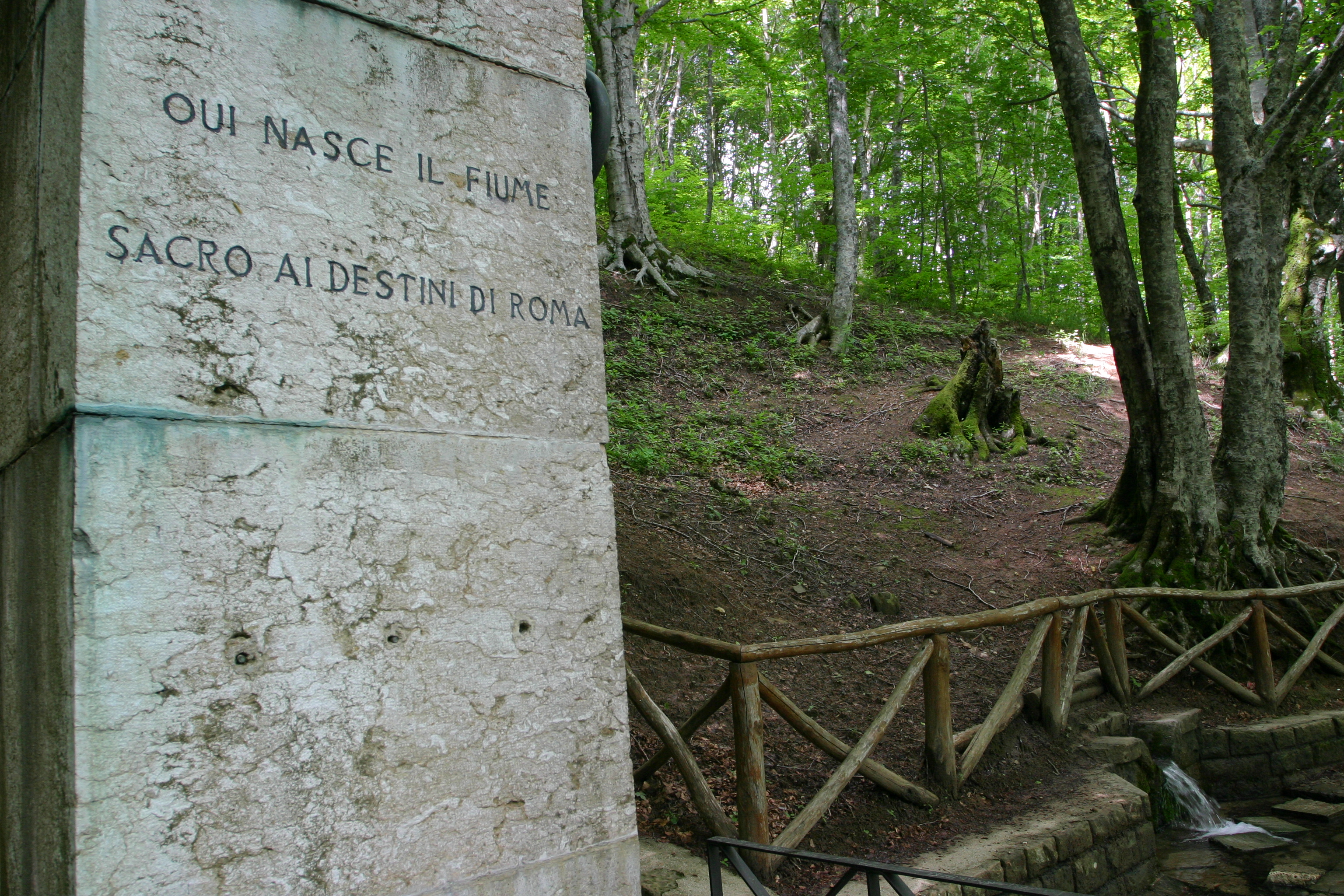
墨索里尼在台伯河源头附近建造的圆柱

台伯河的源头由两个相距10（33英尺）的泉水组成。这些泉水被称为。泉水位于海拔1,268（4,160英尺）的山毛榉林中。
上世纪30年代，贝尼托·墨索里尼在河流发源于之处修建了一根仿古的大理石罗马柱，上面刻着“这条河诞生了/神圣地属于罗马的命运”（QUI NASCE IL FIUME sacume DESTINI DI ROMA）。圆柱的顶端有一只鹰，这是其法西斯主义象征的一部分。
在进入翁布里亚之前，台伯河的最初几英里流经巴尔蒂伯利纳。

## 历史
在古典拉丁文学中，台伯河有时被诗人形容为“金黄的台伯河”（flavus Tiberis），以描绘其河水在阳光下泛黄的色泽，但这只是修辞用法，并非河流的正式名称。根据李维的记载，这条河在古时被称为“阿尔布拉”（Albula），意为水色浅淡。传说中，阿尔巴隆加的国王提贝里努斯（Tiberinus）曾溺死于这条河中，后人为纪念他，将河名改为“台伯河”（Tiberis）。在维吉尔的《埃涅阿斯纪》中，台伯河神被称为“金黄的台伯河神”（flavus Tiberinus）。
根据传说，罗马城建于公元前753年，位于距离海边25（16英里）的台伯河畔。台伯岛位于河的中心，在特拉斯提弗列和古城中心之间，是一个重要的古代渡口，后来被桥连接起来。传说罗马的缔造者是孪生兄弟罗慕路斯与雷穆斯，他们被遗弃在罗马的水域，后来被母狼救起并抚养成人。
这条河是伊特鲁里亚文明西部、萨宾人东部和拉丁人南部土地的分界线。出生于罗马涅的贝尼托·墨索里尼调整了托斯卡纳和埃米利亚-罗马涅之间的边界，这样一来，台伯河的源头就在罗马涅。
台伯河对罗马的贸易和商业至关重要，因为船只可以到达上游100（60英里）的地方;有证据表明，早在公元前5世纪，它就被用来从塔维里纳山谷运送谷物。它后来被用来运送石头、木材和食物到罗马。
在公元前3世纪的布匿战争期间，奥斯提亚港成为一个重要的海军基地。它后来成为罗马最重要的港口，从地中海附近的罗马殖民地进口小麦、橄榄油和葡萄酒。码头也沿着罗马本身的河畔建造，沿着罗马城周围的河岸排列。罗马人将这条河与下水道系统、地下隧道网络和其他渠道连接起来，将河水引入城市中心。

## 「泰伯倫」
在「終極動員令：泰伯倫」系列遊戲中，一種極具殺傷力的外星物質在台伯河上被首度發現的，因此，這種外星物質被命名為「泰伯倫」(Tiberium，由表示台伯河的Tiber以及表示元素的ium結合而成)。